# Kəlbəcər
Kəlbəcər (orm. Քարվաճառ, Karwaczarr) – stolica rejonu Kəlbəcər w Azerbejdżanie.
Miasto leży na lewym brzegu rzeki Tərtər, prawego dopływu Kury. 
Około 1600 władze perskie w obszarze położonym między Górskim Karabachem a Zangezurem zaczęły osiedlać kurdyjskie plemiona. W 1922 wioska Kəlbəcər weszła w skład nowo powstałego powiatu kurdystańskiego (zwanego „Czerwonym Kurdystanem”), który oddzielał Armeńską SRR od Nagorno-Karabachskiego Obwodu Autonomicznego. Po zlikwidowaniu „Czerwonego Kurdystanu”, w 1930 miejscowość stała się stolicą nowo utworzonego rejonu Kəlbəcər. W 1980 otrzymała prawa miejskie. Po wojnie o Górski Karabach miasto weszło pod kontrolę separatystów ormiańskich i od tego momentu nosi nazwę Karwaczarr. Po wojnie miasto w dużym stopniu opustoszało, kiedy muzułmanie (Kurdowie i Azerowie) uciekli stąd do Azerbejdżanu.
25 listopada 2020 miasto, na mocy porozumienia pokojowego kończącego konflikt w Górskim Karabachu, wróciło pod kontrolę Azerbejdżanu.